# Понсе, Рамон
Рамо́н Э́ктор По́нсе Энри́кес (исп. Ramón Héctor Ponce Enríquez; 5 июля 1948, Корриентес — 7 июля 2019) — аргентинский футболист и футбольный тренер, играл на позиции нападающего.

## Биография

### Игровая карьера
Понсе был воспитанником клуба «Бока Хуниорс». Дебютировал во взрослом футболе за «Боку Хуниорс» 24 апреля 1966 года в матче чемпионата против «Архентинос Хуниорс» — «Бока» выиграла матч со счётом 2:0. В составе «Боки Хуниорс» Понсе играл на протяжении восьми сезонов, выиграл два чемпионских титула и Кубок Аргентины. В общей сложности сыграл за «генуэзцев» 276 матчей и забил 66 голов.
Затем он продолжил карьеру в «Химнасии и Эсгримы» из Ла-Платы и играл за «Кильмес». В 1976 году перешёл в чилийский «Коло-Коло», в котором играл на протяжении четырёх сезонов. Благодаря хорошему дриблингу и способностью забивать голы, Понсе носил прозвище Мане — в честь легендарного бразильского футболиста Гарринчи. Также Понсе играл в Канаде за «Калгари Бумерс».
За сборную Аргентины сыграл 8 матчей и забил один гол.

### Тренерская карьера
С 2000 по 2001 год работал главным тренером «Банфилда», который выиграл Примеру B.

### Смерть
Скончался 7 июля 2019 года после продолжительной болезни в возрасте 71 года.

## Достижения
«Бока Хуниорс»
- Чемпион Аргентины (2): Насьональ 1969, Насьональ 1970
- Обладатель Кубка Аргентины (1): 1969

 «Коло-Коло»
- Чемпион Чили (1): 1979